# دن کالیچمن
دن کالیچمن (انگلیسی: Dan Calichman؛ زادهٔ ۲۱ فوریهٔ ۱۹۶۸) بازیکن فوتبال اهل ایالات متحده آمریکا است.
از باشگاه‌هایی که در آن بازی کرده‌است می‌توان به نیوانگلند رولوشن، سانفریس هیروشیما، باشگاه فوتبال سن‌خوزه ارث‌کوئیکز، باشگاه فوتبال لس‌آنجلس گلکسی، و تیم ملی فوتبال ایالات متحده آمریکا اشاره کرد.
وی همچنین در تیم ملی فوتبال United States بازی کرده‌است.